# Consejo de Defensa Suramericano

Bandera de la Unión de Naciones Suramericanas (Unasur).

El Consejo de Defensa Suramericano (CDS) sería una instancia de consulta, cooperación y coordinación en materia de defensa, creado por el Consejo de Jefes de Estado o de Gobierno de la organización Unasur, conforme a lo establecido en el Tratado Constitutivo de la UNASUR, en sus artículos 3º literal "s", 5º y 6º, el 11 de diciembre de 2008, durante la reunión realizada en Santiago de Chile, República de Chile, con el objeto de:
1. Consolidar Sudamérica como una zona de paz, base para la estabilidad gubernamental y el desarrollo integral de los pueblos de la región, como contribución a la paz mundial;
2. Construir una identidad suramericana en materia de defensa, que tome en cuenta las características subregionales y nacionales y que contribuya al fortalecimiento de la unidad de América Latina y el Caribe; y
3. Generar consensos para fortalecer la cooperación regional en materia de defensa.

El CDS estará integrado por los Ministros de Defensa o sus equivalentes de cada uno de los estados miembros y estará estructurado por el Consejo de Ministros  de Defensa o sus equivalentes, una Instancia Ejecutiva representada por los Viceministros de Defensa o sus equivalentes y los Grupos de Trabajo que se creen en cada una de las áreas específicas en las cuales se realicen proyectos de investigación, desarrollo y cooperación en materia de defensa.  La Presidencia del CDS será rotativa y la ejercerá en principio, el mismo país al que corresponda la Presidente pro tempore de la Unasur y tendrá por responsabilidad coordinar las actividades del Consejo.
En cuanto a su funcionamiento, por acuerdo de los estados miembros, el CDS operacionalizó los temas de trabajo en cuatro grandes ejes:
1. Políticas de defensa;
2. Cooperación militar, operaciones de paz y asistencia humanitaria;
3. Industria y tecnología de la defensa;
4. Formación y capacitación.

El Consejo de Ministros de Defensa o sus equivalentes, ordinariamente se reúnen una vez al año, generalmente en el país que ejerce la Presidencia Pro Témpore del CDS, sin perjuicio de la posibilidad de celebrar reuniones extraordinarias, bien sea por mandato del Consejo de Ministros de Relaciones Exteriores o el de Jefes de Estado o de Gobierno, o por solicitud de los Estados miembros de la organización.  La Instancia Ejecutiva, se reunirá cada seis meses sin perjuicio de las reuniones extraordinarias que se convoquen, generalmente en el país que ejerce la Presidencia Pro Témpore de la organización.  Los Grupos de Trabajo, se reúnen conforme al cronograma establecido anualmente en los planes de acción, hasta la conclusión del trabajo encomendado y la presentación del correspondiente informe con sus recomendaciones o proyecto a ejecutar a la Instancia Ejecutiva a través de la Presidencia Pro Témpore del Consejo.   

## Historia
El 27 de julio de 2002 en Guayaquil, fue firmada la Declaración sobre Zona de Paz Sudamericana.
Esta declaración, alcanzada sobre fundamentos firmes y por el consenso de todos los países de la región fue de trascendental importancia, ya que quedó como un precedente histórico que reflejó los mejores esfuerzos de entendimiento y convivencia pacífica entre los pueblos sudamericanos.
Con dicho antecedente, "no sería sino hasta el 5 de julio de 2006 –durante la conmemoración del 195 de la independencia de Venezuela- que el presidente Hugo Chávez intenta profundizar más estos entendimientos al declarar: 'debe llegar el día en que el Mercosur tenga una organización de defensa donde vayamos fusionando las fuerzas armadas de nuestros países'. Esta propuesta tuvo eco en la I Conferencia de Ministros de Defensa de la Comunidad Sudamericana de Naciones, celebrada en Bogotá el 14 de julio de 2006, cuando se consideró 'necesario promover en la región mecanismos que, basados en los principios de soberanía y no intervención, faciliten la cooperación para luchar de manera más efectiva contra las amenazas a la defensa y seguridad de América del Sur conforme al ordenamiento jurídico de cada país'. Aquí se forjaría la idea del CDS".
Esta idea fue retomada dos años más tarde por el Expresidente de Brasil Luiz Inácio Lula da Silva y, finalmente, con el apoyo de Brasil fue creado en diciembre de 2008, pero puede marcarse el 10 de marzo de 2009, fecha de la primera reunión, como fecha de su comienzo efectivo.

## Creación
El Consejo de Defensa Suramericano (CDS) está compuesto por 12 países. La Declaración de Santiago de Chile, de marzo de 2009, es su punto de partida. Allí se presentan iniciativas que buscan cooperar en materia de defensa, superar las diferencias sobre el gasto militar, convertirse en una plataforma de diálogo en conflictos entre sus miembros y coordinar la seguridad externa de las naciones.
En esta Declaración, se ratifica el respeto irrestricto a la soberanía, integridad e inviolabilidad territorial de los estados, la no intervención en sus asuntos internos y la autodeterminación de los pueblos.
Asimismo, se reafirma la convivencia pacífica de los pueblos, la vigencia de los sistemas democráticos de gobierno y su protección, en materia de defensa, frente a amenazas o acciones externas o internas, en el marco de las normativas nacionales.

## Objetivos
a) Consolidar Suramérica como una zona de paz, base para la estabilidad democrática y el desarrollo integral de nuestros pueblos, y como contribución a la paz mundial.
b) Construir una  vasta identidad suramericana en materia de defensa, que tome en cuenta las características subregionales y nacionales y que contribuya al fortalecimiento de la unidad de América Latina y el Caribe. 
c) Generar consensos para fortalecer la cooperación regional en materia de defensa.